# Ștefan Oprea (critic de teatru și film)
Ștefan Oprea (n. 26 septembrie 1932, Coarnele Caprei, Iași, România – d. 9 august 2018, Iași, România) a fost un dramaturg, prozator și critic de teatru și film român.

## Biografie
S-a născut în familia funcționarului Vasile Oprea și a soției acestuia, Aneta (n. Grigoraș). A urmat școala primară în satul
Coarnele Caprei (1940-1945), cursul secundar la Liceul „C. Negruzzi” din Iași (1945-1948), studii medii la Școala Normală „Vasile
Lupu” din Iași (1948-1952) și apoi Facultatea de Filologie a Universității din Iași (1952-1956). Ulterior a urmat studii post-universitare de limba engleză (1977-1978). A obținut în anul 2000 titlul de doctor în filologie al Universității din Iași cu teza Eminescu, omul de teatru.
După absolvirea facultății a lucrat ca redactor cultural la ziarul Flacăra Iașului (1956-1966), șef secție arte (1966-1969), secretar general de redacție (1970-1979), redactor-șef adjunct (1979-1993) și publicist comentator (1993-1996) la revista Cronica, redactor-șef al revistei Dacia literară (1996-2005) și consilier șef al Inspectoratului de Cultură al jud. Iași (1993-1996). A ocupat postul de profesor de jurnalism la Universitatea „D. Cantemir” din Iași, apoi, prin concurs, postul de conferențiar la Facultatea de Teatru a Universității de Arte „George Enescu” din Iași (1992-2006).

## Activitatea publicistică
A debutat cu versuri la Flacăra Iașului în 1957, publicând, de asemenea, un număr mare de cronici de teatru și film în revistele Iașul literar, Cronica, Convorbiri literare, Dacia literară, Tribuna, România literară, Teatrul, Cinema, Ateneu, Literatura și arta etc. A mai semnat cu pseudonimul Șt.O. Mugur. Este membru al Uniunii Scriitorilor din România, al Uniunii Teatrale din România, al Uniunii Cineaștilor din România și al Asociației Internaționale a Criticilor de Teatru.
Ștefan Oprea a avut o preocupare constantă pentru teatru. Prima sa piesă, Inimă de ginere, a fost publicată în 1963 în revista Iașul literar. Piesele sale au fost jucate pe scenele teatrelor românești: Constelația Ursului (pusă în scenă la Teatrul Național „Vasile Alecsandri” din Iași, în regia lui E. Tr. Bordușan, în stagiunea 1968/1969), Dubla dispariție a Marthei N… (Teatrul Dramatic „G. Bacovia” din Bacău, stagiunea 1975/1976) și Plus sau minus viața (la același teatru, 1980). A publicat patru volume de teatru: Balansoar pentru maimuțe (1972), Căderea păsării de seară (1981), Viața și dragostea într-o vilă stil (2001) și Harap Alb și alții (2002) și a realizat dramatizări comice și carnavalești după Mark Twain (Prinț și cerșetor și Regele și yankeul, adaptare după Un yankeu la curtea regelui Arthur) și Ion Creangă (Un boț cu ochi din Humulești și Harap Alb). Piesele sunt alegorii fantasmagorice cu personaje simbolice care alunecă spre tărâmul suprareal (Constelația Ursului, Balansoar pentru maimuțe) sau drame polițiste cu accente etice (Dubla dispariție a Marthei N…, Plus sau minus viața). Personajele predilecte ale lui Ștefan Oprea sunt tineri idealiști însetați de adevăr și adversari ai falsității și imposturii, plasați într-o luptă inegală, sumbră sau uneori chiar sinistră, cu lașitatea și obtuzitatea societății.
Romanele Procesul manechinelor (1974) și Plus sau minus infinitul (1978) conțin o literatură polițistă teatrală ce combină investigația proprie genului cu analiza psihologică, conturând un „joc al ipotezelor” și trecând dincolo de aparențe. Criticul Florin Faifer constata că romanele sus-menționate conțin clișeele specifice genului, manevrate însă cu o luciditate ironică, iar pasajele descriptive sunt impregnate de un lirism calofil.
A publicat mai multe volume de critică teatrală (Martor al Thaliei, 1979; Din fotoliul 13, 1986; Chipuri și măști, 1996; Eminescu, omul de teatru, 2000) și cinematografică (Statui de celuloid, 1972; Filmul, vocație și rutină, 1974; Diorame cinematografice, 1983; Stelele Oscarului, în colab., I-III, 1996-2004), în care sunt întreprinse analize meticuloase ale unor spectacole teatrale sau filme românești și străine, ce urmăresc gradul de creativitate artistică. Volumul Scriitorii și filmul (2004) analizează procesul de transformare a operei literare în film, evidențiind calitățile și defectele ecranizărilor în raport cu scrierea de inspirație.

## Premii și alte omagii
Activitatea de critic de teatru și film a profesorului Ștefan Oprea a fost recunoscută prin decernarea mai multor premii: Premiul de critică al A.T.M. (1982); Premiul revistei Tomis (1987); Premiul Salonului de Carte, Iași-Chișinău (1996); Premiul Asociației Internaționale a Criticilor de Teatru, A.I.C.T. (1997; 2001, secția română) și Premiul pentru întreaga activitate al Uniunii Teatrale din România (UNITER) (2012). De asemenea, a fost decorat în anul 2002 cu Ordinul național Pentru Merit în grad de Cavaler „pentru meritele avute în creația artistică și promovarea culturii românești în țară și peste hotare, pentru abnegația deosebită în slujirea instituțiilor culturale din Moldova”.
Cu ocazia aniversării a 80 de ani de viață, fosta lui studentă Alina Ilașcu-Paraschiv a coordonat publicarea volumului omagial Ștefan Oprea, față și profil în 80 de fărâme (Ed. Dana Art, Iași, 2012), în care au fost incluse 80 de fragmente critice, interviuri, consemnări, mărturisiri, semnate de specialiști recunoscuți.

## Opera

### Volume de dramaturgie
- Balansoar pentru maimuțe, teatru, Ed. Cartea Românească, București, 1972;
- Căderea păsării de seară, teatru, Ed. Junimea, Iași, 1981;
- Viața și dragostea într-o vilă stil, teatru, Ed. Axa/Junimea, Botoșani/Iași, 2001;
- Harap Alb și alții, dramatizări, Ed. Timpul, Iași, 2002;
- Ion Creangă în luminile rampei (coautor), Ed. Timpul, Iași, 2015;
- Teatru, Ed. Artes, Iași, 2017.

### Volume de proză
- Procesul manechinelor, roman polițist, Ed. Junimea, Iași, 1974;
- Plus sau minus infinitul, roman polițist, Ed. Junimea, Iași, 1978.

### Volume de critică și istorie cinematografică
- Statui de celuloid, critică cinematografică, Ed. Junimea, Iași, 1972;
- Filmul, vocație și rutină, critică cinematografică, Ed. Junimea, Iași, 1974;
- Diorame cinematografice, critică cinematografică, Ed. Junimea, Iași, 1983;
- Stelele Oscarului, critică și istorie cinematografică, în colab. cu fiica sa, Anca-Maria Rusu, Iași, vol. I, II, Ed. Junimea, Iași, 1996, 2002, vol. III, Ed. Opera Magna, Iași, 2004; ediția a II-a revăzută și actualizată, Cartea Oscarurilor, Ed. Cartier, Chișinău, 2006; ed. a III-a, revăzută și actualizată, Cartea Premiilor Oscar, Ed. Vasiliana, Iași, 2012;
- Scriitorii și filmul – o perspectivă cinematografică asupra literaturii române, critică și istorie cinematografică, Ed. Timpul, Iași, 2004;
- Clipa și durata, Ed. Vasiliana, Iași, 2012.

### Volume de critică și istorie teatrală
- Martor al Thaliei, critică teatrală, Ed. Junimea, Iași, 1979;
- Din fotoliul 13, critică teatrală, Ed. Junimea, Iași, 1986;
- Chipuri și măști, critică teatrală, Ed. Cronica, Iași, 1996;
- Eminescu, omul de teatru, istorie teatrală, Ed. Timpul, Iași, 2000;
- Căruța lui Thespis, critică și istorie teatrală, Ed. Opera Magna, Iași, 2006;
- Măria Sa Teofil Vâlcu, Ed. Timpul, Iași, 2007; ed. a II-a revăzută și adăugită, Fundația culturală „Camil Petrescu” și revista Teatrul azi, Ed. Cheiron, București, 2016;
- Pas la pas prin festivaluri, Ed. Opera Magna, Iași, 2011;
- Intersecții teatrale, Ed. Junimea, Iași, 2012;
- Prin teatre și prin ani, Ed. Artes, Iași, 2012;
- Dramaturgi francezi pe scenele românești în secolele XIX și XX, dicționar, Ed. Artes, Iași, vol. I, 2014, vol. II, 2016, în colab. cu Anca-Maria Rusu;
- Vârstele scenei, vol. I-II, Ed. Junimea, Iași, 2016.
- Școala ieșeană de teatru (coautor; coord. Anca-Maria Rusu), istorie teatrală, Ed. Artes, Iași, 2005; ed. a II-a, revăzută și actualizată, Ed. Artes, Iași, 2010;
- Caragiale în Iașii Junimii (coautor; coord. Olga Rusu), Ed. Timpul, Iași, 2002;
- Ștefan Oprea, față și profil în 80 de fărâme, vol. bio-bibliografic îngrijit de Alina Paraschiv, Ed. Dana Art, Iași, 2012.

## Premii și diplome de onoare
- Premiul pentru dramaturgie al Asociației Scriitorilor Iași (1980)
- Premiul Național de critică teatrală (ATM, 1982)
- Premiul revistei Cronica (1986, 1992, 1996)
- Premiul pentru critică teatrală al revistei Tomis (1986)
- Premiul Salonului de carte Iași-Chișinău (1996)
- Premiul „Vasile Pogor” al municipalității Iași (1996),
- Premiul Criticii al Asociației Internaționale a Criticilor de Teatru, AICT (1996 pentru volumul Chipuri și măști)
- Premiul Criticii al Asociației Internaționale a Criticilor de Teatru, AICT (2000, pentru volumul Eminescu, omul de teatru)
- Premiul pentru operă dramaturgică al revistei Convorbiri literare (2002)
- Premiul de excelență al Filialei Iași a Uniunii Scriitorilor (2002, 2007)
- Premiul de excelență al Uniunii Scriitorilor din România (2012)
- Premiul „Opera omnia” acordat de Filiala Iași a Uniunii Scriitorilor (2012)
- Premiul UNITER pentru întreaga carieră (2012)
- Diploma de excelență acordată de Direcția pentru Cultură și Culte Iași (2002)
- Diploma de onoare și titlul de Prieten al Centrului Internațional de Cultură „George Apostu” din Bacău (2012, 2015)

### Decorații
- Ordinul național Pentru Merit în grad de Cavaler „pentru meritele avute în creația artistică și promovarea culturii românești în țară și peste hotare, pentru abnegația deosebită în slujirea instituțiilor culturale din Moldova” (2002)[6]

## Legături externe
- Site personal

### Repere jurnalistice
- Constantin Paiu, „Ștefan Oprea 90: Să mori, să dormi...să dormi sau poate să visezi”, în Expres cultural, nr. 9, septembrie 2022
- Cristi Avram, „Oprea – the Profile of an Authentic Researcher”, International Conference of Doctoral School for Theater and Performing Arts and the Research Center of The Faculty of Theater at the George Enescu National University of Arts, 1918-2018: 100 Years of Theater Research in Iași, pp. 141–145
- „Ștefan Oprea între clipă și durată”, în Cronica veche, nr. 8, august 2018
- „Teatrul ieșean pe drumul frumoaselor tradiții”, interviu realizat de Magdalena Lupu, 6 octombrie 2017
- Constantin Ieșeanu, „Contribuțiile majore aduse de Ștefan Oprea criticii și istoriei teatrului românesc Arhivat în 26 septembrie 2022, la Wayback Machine.”, MagnaNews, 1 noiembrie 2016
- Călin Ciobotari, „Ștefan Oprea, cel mai fidel cronicar de teatru… – De peste jumătate de secol scrie despre Teatrul ieșean”, 7est.ro, 27 octombrie 2016
- „O cronică de viață”, TVR Iași, 5 februarie 2014